# Kohoutkova kometa

Oběžná dráha Kohoutkovy komety

Kohoutkova kometa, předběžné označení C/1973 E1, původní předběžné označení 1973f, definitivní označení 1973 XII, je kometou patřící do Jupiterovy rodiny. Byla objevena koncem února 1973 českým astronomem Lubošem Kohoutkem na hvězdárně v Hamburku na snímku pořízeném 9. února téhož roku.
Vzhledem k tomu, že byla objevena ve vzdálenosti přes 4,6 AU jako těleso hvězdné velikosti 14m, astronomové předpokládali, že v blízkosti Slunce dosáhne mimořádné jasnosti srovnatelné s Měsícem v úplňku (hvězdná velikost až -12m). Kometa byla proto médii prohlášena za „kometu století“, tato očekávání se však nenaplnila. Perihéliem své dráhy prošla 27. prosince 1973. Přesto byla astronomy intenzivně zkoumána, protože se původně předpokládalo, že jde o dlouhoperiodickou kometu, tedy málo změněnou průlety v blízkosti Slunce. Jejího pozorování se v prosinci 1973 a v lednu 1974 účastnili také kosmonauti na palubě americké kosmické stanice Skylab, kteří pořídili její snímky v ultrafialové oblasti spektra. Přitom bylo objeveno, že kolem komet se nachází obrovské halo tvořené vodíkem. Naposledy byla při tomto návratu k Slunci pozorována 29. dubna 1974.
Zpětný výpočet dráhy této komety však odhalil, že před svým objevem prolétla ve vzdálenosti pouhých 21,2 mil. km od Jupiteru, který svojí gravitační přitažlivostí významně změnil dráhu komety. Zkrátil dobu oběhu z původních 8,50 roku na 6,23 roku a zmenšil vzdálenost perihelu od Slunce z 2,51 AU na 1,57 AU.
Kohoutkova kometa byla ještě pozorována při svých návratech k Slunci v létech 1981 a 1987, ale při následujícím přiblížení ke Slunci v roce 1994 již pozorována nebyla.

## Zajímavosti
- Rocková skupina R.E.M. uvedla na svém albu Fables of the Reconstruction o této kometě písničku.[1]
- Kometa se také objevila v názvu písničky německé skupiny Kraftwerk. V roce 1973 byl vydán singl s názvem Kohoutek-Kometenmelodie.[2]
- Kapela Journey vydala na albu Journey v roce 1974 písničku Kohoutek.[3]
- Stejný název měla i jedna ze skladeb z alba Don Solaris elektronické skupiny 808 State.[4]
- Seriál Simpsonovi (The Simpsons) v epizodě Bartova kometa (Bart's Comet), tj. 14. díl 6. řady seriálu zmiňuje tuto kometu. Seriálová postava, ředitel Seymour Skinner, při zkoumání hvězdné oblohy říká Bartovi Simpsonovi, že než stihl svůj objev nahlásit, předběhl ho ředitel Kohoutek.
- Česká undergroundová skupina The Plastic People of the Universe zkomponovala písně s názvy Kohoutkova Kometa a Kohoutkova Kometa II. Vydány byly například na albu Do lesíčka na čekanou (cd1 a cd2).